# برونو جراف
برونو جراف هو لاعب كرة قدم سويسري في مركز الدفاع، ولد في 30 أغسطس 1953 في سويسرا، وتوفي في 15 مايو 2020 في سانت غالن في سويسرا. لعب مع نادي بازل ونادي سانت غالن ونادي فينترتور ونادي كياسو.

## وصلات خارجية
- برونو جراف على موقع عالم كرة القدم.نت (الإنجليزية)